# 海的尽头是草原
《海的尽头是草原》（英語：In Search of Lost Time）是2022年中国大陆剧情片，导演尔冬升，主演陈宝国、马苏、阿云嘎、王锵、罗意淳。获得第41届香港电影金像奖最佳亚洲华语电影。

## 剧情
该片根据1960年代中国大陆的“三千孤儿入内蒙”真实历史事件改编，讲述了中国共产党内蒙古自治区委员会和内蒙古自治区人民政府在“三年困难时期”将3000孤儿分配到草原上给牧民抚养的故事。

## 演员
- 陈宝国 出演 杜思瀚
- 艾米 出演 青年杜思珩
- 罗意淳 出演 童年杜思珩
- 巴德玛 出演 老年杜思珩
- 马苏 出演 萨仁娜
- 阿云嘎 出演 伊德尔
- 王锵 出演 那木汗
- 王楚然 出演 青年张凤霞
- 李滨 出演 老年张凤霞
- 黄尧 出演 赵明娜
- 白宇帆 出演 青年邓先锋
- 张铭恩 出演 杜毅
- 丁程鑫 出演 马正元
- 许还山 出演 邓先锋
- 乌吉穆
- 巴音额日乐
- 霍尔查
- 巴森 出演 老年那日苏
- 塔娜 出演 青年托娅
- 其那日图
- 赵爱诚
- 千树
- 阿尤尔达迪
- 江布拉

## 制作
2021年4月15日剧组在浙江省横店影视城开机，之后在内蒙古自治区呼和浩特市、锡林郭勒盟、乌拉盖草原及周边地区取景，8月9日杀青。

## 上映
2022年9月9日，《海的尽头是草原》在中国大陆上映。10月29、31日，澳门的中国优秀电影展限定上映两天。

## 评价
豆瓣评分7.2分。

## 奬項
| 年份 | 颁奖典礼                   | 奖项               | 入圍者             | 结果 |
| ---- | -------------------------- | ------------------ | ------------------ | ---- |
| 2022 | 第十四屆澳門國際電影節     | 最佳影片           | 海的尽头是草原     | 提名 |
| 2022 | 第十四屆澳門國際電影節     | 最佳導演           | 爾冬陞             | 提名 |
| 2022 | 第十四屆澳門國際電影節     | 最佳男主角         | 陳寶國             | 獲獎 |
| 2022 | 第十四屆澳門國際電影節     | 最佳男配角         | 阿雲嘎             | 提名 |
| 2022 | 第十四屆澳門國際電影節     | 最佳攝影           | 陳偉年             | 提名 |
| 2023 | 第36屆華鼎獎               | 華語電影最佳女主角 | 马苏               | 提名 |
| 2023 | 第41屆香港電影金像獎       | 最佳亞洲華語電影   | 《海的盡頭是草原》 | 獲獎 |
| 2023 | 第18屆中國長春電影節金鹿獎 | 最佳編劇           | 商羊、史零、李苗   | 提名 |